# Chamaedorea ricardoi
Chamaedorea ricardoi là loài thực vật có hoa thuộc họ Arecaceae. Loài này được R.Bernal, Galeano & Hodel mô tả khoa học đầu tiên năm 2004.